# Campeonato Chileno de Futebol de 1961 - Segunda Divisão
O Campeonato Chileno de Futebol de Segunda Divisão de 1961 foi a 10ª edição do campeonato do futebol do Chile, segunda divisão, no formato "Primera B". Em turno e returno os 12 clubes jogam todos contra todos. O Campeão e mais três primeiros foram promovidos para o Campeonato Chileno de Futebol de 1962. O último colocado iria para as Associações de Origem de Futebol do Chile - nível local. Porém, o ascenso do terceiro lugar (Club Trasandino) foi vetado para comportar um clube tradicional capitalino (o Magallanes), que estava em sexto lugar - abaixo do interiorano Ñublense.  Porém, o último colocado, o Iberia, não foi rebaixado porque havia uma cláusula que os clubes fundadores e/ou que tinham participado da primeira divisão não poderiam ser rebaixados a menos que fossem últimos colocados por três vezes. 

## Participantes
| Equipe                                                | Cidade       | Região                  | No ano anterior                                        | Estádio                                       | Capacidade | Títulos        | Participações |
| ----------------------------------------------------- | ------------ | ----------------------- | ------------------------------------------------------ | --------------------------------------------- | ---------- | -------------- | ------------- |
| Club Deportivo Trasandino de Los Andes                | Los Andes    | Província de Aconcágua  | Quinto Lugar                                           | Estádio Regional de Los Andes                 | 2.500      | 0 (não possui) | 10            |
| Club de Deportes Unión La Calera                      | La Calera    | Província de Valparaíso | Sexto Lugar                                            | Estádio Municipal Nicolás Chahuán Nazar       | 10.000     | 0 (não possui) | 7             |
| Club de Deportes de la Universidad Técnica del Estado | Santiago     | Província de Santiago   | Décimo Primeiro Lugar                                  | Estádio da Universidad Técnica del Estado     | 3.000      | 0 (não possui) | 8             |
| Club Deportivo San Bernardo Central                   | San Bernardo | Província de Santiago   | Décimo Lugar                                           | Estádio Maestranza                            | 4.000      | 0 (não possui) | 6             |
| Deportes Iberia                                       | Los Ángeles  | Provincia de Biobío     | Nono Lugar                                             | Estádio Municipal de Los Ángeles              | 5.000      | 0 (não possui) | 6             |
| Colchagua Club de Deportes                            | San Fernando | Província de Colchagua  | Sétimo Lugar                                           | Estádio Municipal Jorge Silva Valenzuela      | 5.900      | 0 (não possui) | 5             |
| Club de Deportes Unión San Felipe                     | San Felipe   | Província de Aconcágua  | Terceiro Lugar                                         | Estádio Municipal de San Felipe               | 18.500     | 0 (não possui) | 4             |
| Club de Deportes Coquimbo Unido                       | Coquimbo     | Província de Coquimbo   | Oitavo Lugar                                           | Estádio La Pampilla                           | ---        | 0 (não possui) | 3             |
| Club de Deportes Ñublense                             | Chillán      | Província de Ñuble      | Quarto Lugar                                           | Estádio Bicentenário Municipal Nelson Oyarzún | 12.000     | 0 (não possui) | 3             |
| Club de Deportes La Serena                            | La Serena    | Província de Coquimbo   | Vice Campeão                                           | Estádio La Portada                            | 18.500     | 1 (1957)       | 5             |
| Club Deportivo Lister Rossel                          | Linares      | Província de Linares    | Acesso pelas Associações de Origem de Futebol do Chile | Estádio Fiscal de Linares                     | 7.000      | 0 (não possui) | 2             |
| Club Deportivo Magallanes                             | Maipú        | Província de Santiago   | Rebaixado do Campeonato Chileno de Futebol de 1960     | Estádio Independência                         | 13.500     | 0 (não possui) | 1             |

## Campeão
| Campeão Chileno Segunda Divisão 1961                             |
| ---------------------------------------------------------------- |
| Club de Deportes Unión La Calera (La Calera) (1º título) Campeão |